# Спортферайн (Клайпеда)
«Шпортферайн» Клайпеда (лит. Klaipėdos Sportverein) — колишній литовський футбольний клуб з Клайпеди, що існував у 1920—1925 роках.

## Історія
Клайпедський Шпортферайн (нім. Sportverein — Спортивне товариство) був одним з шести спортивних клубів німецької громади Клайпедського регіону, який виступав в регіональних змаганнях поряд з єдиним на той час литовським спортивним товариством КСС (Клайпеда).

## Досягнення
- Чемпіонат Литви
  - Срібний призер (1): 1924.